# آمیگا ۴۰۰۰-تی
آمیگا ۴۰۰۰ تی، یک نسخه ایستاده از کامپیوتر شخصی برند کومودور مدل ای ۴۰۰۰ است. این دستگاه در ابتدا با استفاده از چیپست ای‌جی‌ای، در سال ۱۳۷۳ خورشیدی در تعدادی محدود با پردازنده مرکزی ۲۵ مگاهرتزی مدل ۶۸۰۴۰ شرکت موتورولا عرضه اولیه و در سال ۱۳۷۴ خورشیدی پس از افول و کومودور در تعدادی بالاتر با پردازنده مرکزی ۵۰ مگاهرتزی مدل ۶۸۰۶۰ شرکت موتورولا عرضه مجدد شد. با وجود افول و مرگ شرکت ای‌اس‌کام، تولید این دستگاه به‌وسیله شرکت کوئیک‌پک دست‌کم تا سال ۱۳۷۶ خورشیدی در بازار آمریکای شمالی ادامه یافت.
این آخرین رایانه‌ای بود که توسط کومودور ساخته‌شد. تخمین زده می‌شود که فقط ۲۰۰ دستگاه از این مدل با مارک کومودور قبل از بسته‌شدن این شرکت تولید شد. تولید این مدل پس از اینکه تمامی دارایی آمیگا توسط شرکت ای‌اس‌کام خریداری شد ادامه یافت. این شرکت به غیر از تعویض پردازنده، تغییرات کمی (مانند تغییر فلاپی‌دیسک آن و جایگزینی نمایشگر اعداد جدید) ایجاد کرد.

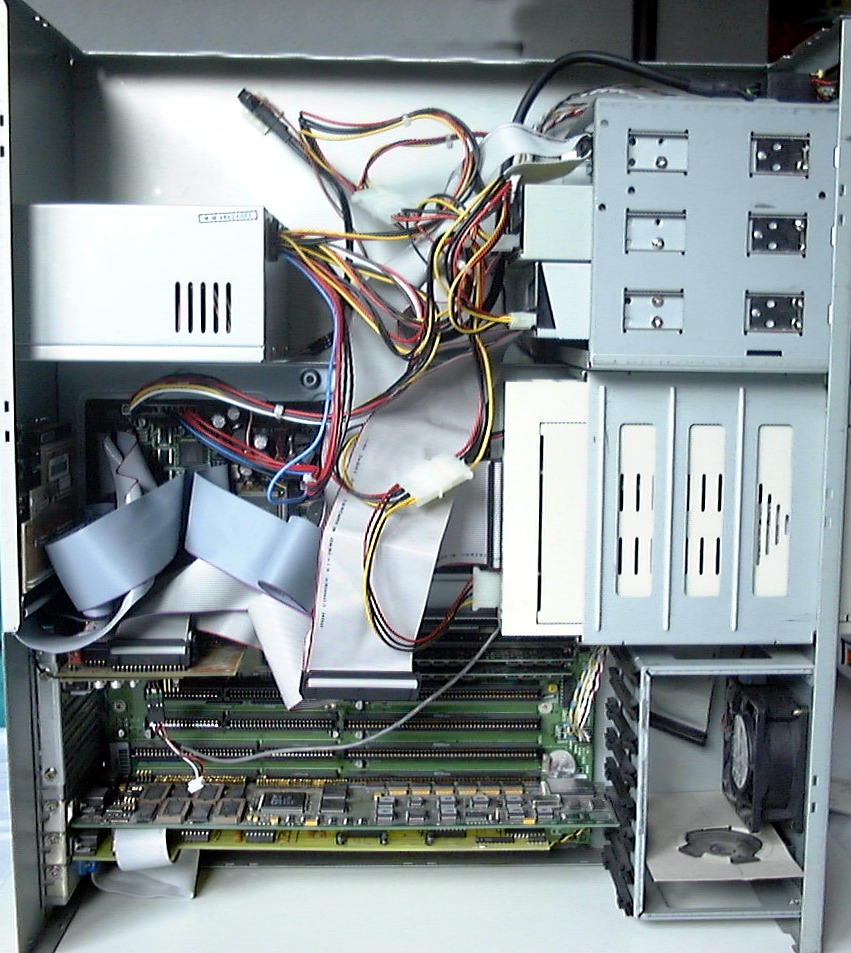
محیط داخلی رایانه آمیگا ۴۰۰۰-تی